# ضایعه
ضایعه یا زخم‌لکه (Lesion) هرگونه آسیب غیرعادی یا تغییر در بافت یک اندام است که معمولاً به علت بیماری یا آسیب ایجاد می‌شود.

## گونه‌ها
هیچ گونه رده‌بندی یا نام‌گذاری برای ضایعه‌ها مشخص نشده‌ است. از آنجایی‌ که تعریف ضایعه بسیار گسترده است، گونه‌های مختلفی از آن وجود دارد. اگرچه بیشتر اوقات در دهان، روی پوست و در مغز یا هرجایی‌که تومور ممکن است اتفاق بیفتد، یافت می‌شود. ضایعه‌ها می‌توانند هرجای بدن که شامل بافت نرم یا مادۀ استخوانی است، رخ دهد. به‌طور کلی، ممکن است ضایعه‌ها بر اساس الگوهایشان، اندازه‌شان، جایشان یا علت رخ دادنشان رده‌بندی شوند. ضایعه‌ها گاهی به نام فردی که آن‌ها را کشف کرده‌است، نام‌گذاری شده‌اند. برخی از آن‌ها نام‌های تخصصی‌ای همچون ضایعات غُن در ریه‌های افرادی که از سل رنج می‌برند، دارند. این نام‌ها بعد از کشف ضایعه استفاده شده‌است. ضایعه‌های پوستی ناشی از عفونت ویروس VZF را آبله مرغان می‌نامند. ضایعه‌های دندانی معمولاً به عنوان پوسیدگی شناخته می‌شوند.

### جا
ضایعه‌ها اغلب توسط نوع یا محل بافتشان رده‌بندی می‌شوند. برای مثال نام‌گذاری یک «ضایعۀ پوستی» یا یک «ضایعۀ مغزی» توسط نام بافت آن مشخص می‌شود. اگر بافت موردن نظر از اهمیت خاصی برخوردار باشد توسط محل آن بافت نام‌گذاری می‌شود - مانند آسیب‌های عصبی که در آن مکان‌های مختلف مربوط به اختلال‌های مختلف عصبی است. برای مثال یک ضایعه که در دستگاه عصبی مرکزی وجود دارد به نام ضایعه شناخته می‌شود و ضایعه‌ای که در دستگاه عصبی پیرامونی است به نام ضایعۀ پیرامونی شناخته می‌شود. همچنین، یک ضایعۀ قلبی ناشی از آسیب دیدن ماهیچۀ قلبی است و ضایعۀ سرخرگ‌های کرونری، ضایعه‌ای را در ناحیه رگ‌های کرونری بیان می‌کند. ضایعه‌های رگ‌های کرونر نیز دوباره بر اساس مکان خودش در قلب که آسیب به آن وارد آمده یا قطر خود رگ، رده‌بندی می‌شود.

### علت و رفتار
اگر ضایعه‌ای ناشی از یک تومور باشد، می‌توان آن را پس از بررسی نمونۀ بافت‌برداری به دو گروه بدخیم یا خوش‌خیم رده‌بندی کرد. ضایعۀ خوش‌خیمی که به بدخیم تبدیل می‌شود را پیش‌بدخیم (premalignant) می‌نامند. ضایعه‌های سرطانی گاهی توسط سرعت رشدشان رده‌بندی می‌شوند. همانند رده‌بندی Lodwick که انواع مختلفی از ضایعه‌های استخوانی را رده‌بندی می‌کند. نوع دیگری از ضایعه‌ها را برانگیخته‌سمی (excitotoxic) می‌نامند. این دسته، ضایعه‌هایی هستند که می‌توانند ناشی از تحریک آمینواسیدهایی مانند کاینیک‌اسید باشند. این اسید باعث کشته شدن سلول‌های عصبی از طریق تحریک بیش از حد می‌شود.

### اندازه و شکل
اندازۀ ضایعه را بسته به اینکه یا چشم برهنه قابل دیدن باشد یا نیاز به میکروسکوپ برای دیدنش وجود دارد، به دو گروه ناخالص یا بافت‌شناختی می‌توان بخش‌بندی کرد. ضایعه‌ای که فضا اشغال می‌کند، همانگونه که از نامش پیداست دارای حجم است و ممکن است توسط ساختارهای اطرافش تحت تأثیر قرار گیرد. اما ضایعۀ بدون فضا همان سوراخی در وسط بافت قلمداد می‌شود. برای مثال ناحیه‌ای از مغز که در اثر سکتۀ مغزی به مایع تبدیل می‌شود.
ضایعه‌ها نیز ممکن است با توجه به شکلشان رده‌بندی شوند. همانگونه که در بسیاری از زخم‌ها، می‌توانند ظاهر خال هدف (bullseye) داشته باشند. یک ضایعۀ سکه‌ای به شکل سکه روی سینۀ بیمار به وسیلۀ پرتو ایکس قابل شناسایی است.

## پژوهش با بهره‌گیری از ضایعه‌ها
ضایعه‌ها ممکن است به پژوهشگران در درک اینکه چگونه اجزای مغز منجر به تولید علوم شناختی می‌شوند کمک کنند. پزوهش‌های مربوط به ضایعه‌ها متکی بر دو فرض است: اینکه تخریب مغز می‌تواند زاویه‌های مختلف رفتارهای شناختی فرد را تحت تأثیر قرار دهد و همچنین مغزی که به صورت موضعی تخریب شده‌ است دقیقاً همانند مغز سالم در دیگر قسمت‌ها کار خواهد کرد.
 ضایعه شم به یک فرایند کنترلی در طول آزمایش یک ضایعه گفته می‌شود. در این فرایند ممکن است یک جانور در داخل دستگاه stereotaxic قرار داده شده و الکترودها نیز در یک شرایط آزمایشگاهی به آن وصل شود. اما هیچ جریانی عبور داده نشود که در نتیجه آن آسیب رسیده به بافت حداقل خواهد بود.

### پژوهش‌های انسانی
کسانی که ضایعه‌های مغزی دارند مورد توجه آن دسته از پژوهش‌هایی هستند که هدف‌هایی مانند بررسی عملکردهای نواحی مختلف مغز را دنبال می‌کنند.
مشکلی که در استفاده از نمونه‌های انسانی وجود دارد یافتن افرادی است که در ناحیه مورد علاقه محقق جهت تحقیق، ضایعه داشته باشد.

### پژوهش‌های جانوری
استفاده از نمونه‌های جانوری این توانایی را به پژوهشگران می‌دهد که ضایعه‌های مناطق خاص را یافته و گروه بزرگی از نمونه‌ها را در اختیار داشته باشند. یک مثال از چنین مطالعه ای، بررسی ضایعه‌های هیپوکامپی در موش و در جهت شناخت نقش هیپوکامپ (اسبک مغز) در تشخیص اشیا و پیشگویی آن است.

## ضایعات قابل توجه
- جداشدگی کامل پوست
- ضایعه نوع بانکی
- پارگی اسلپ
- ضایعه پرتس
- Stener lesion

ضایعات مرتبط با دیابت
- Armanni-Ebstein lesion
- Blumenthal lesion

ضایعه استخوانی
- Nonossifying fibroma
- ALPSA lesion
- Hill–Sachs lesion
- Osteoporosis circumscripta
- Osteolytic lesion

ضایعه مغزی
- Olney's lesions

ضایعه پوستی
- Melanocytic nevus
- Skip lesion
- Osler's node
- Keratoderma blennorrhagicum
- Dermatosis papulosa nigra
- Leukemid
- Janeway lesion
- Kaposi's sarcoma
- Nevus spilus
- Chronic scar keratosis

ضایعه دستگاه گوارش
- Dieulafoy's lesion
- Cameron lesions

ضایعه اندودرمی
- Melanocytic oral lesion
- Endometrial intraepithelial neoplasia

ضایعه‌های مربوط به سایر بیماری‌ها
- Ghon focus
- Benign lymphoepithelial lesion
- Multiple sclerosis lesions
- Herpes labialis
- Tropical ulcer
- Herpetic whitlow